# Влірден
Влірден (нід. Vlierden) — село в нідерландській провінції Північний Брабант. Входить до муніципалітету Дерне.
Його площа становить 12,62 км², а населення станом на 2021 рік складало 1 440 осіб.
Перша згадка про населений пункт датується 721 роком.
До 1926 року мало статус окремого муніципалітету.

## Галерея

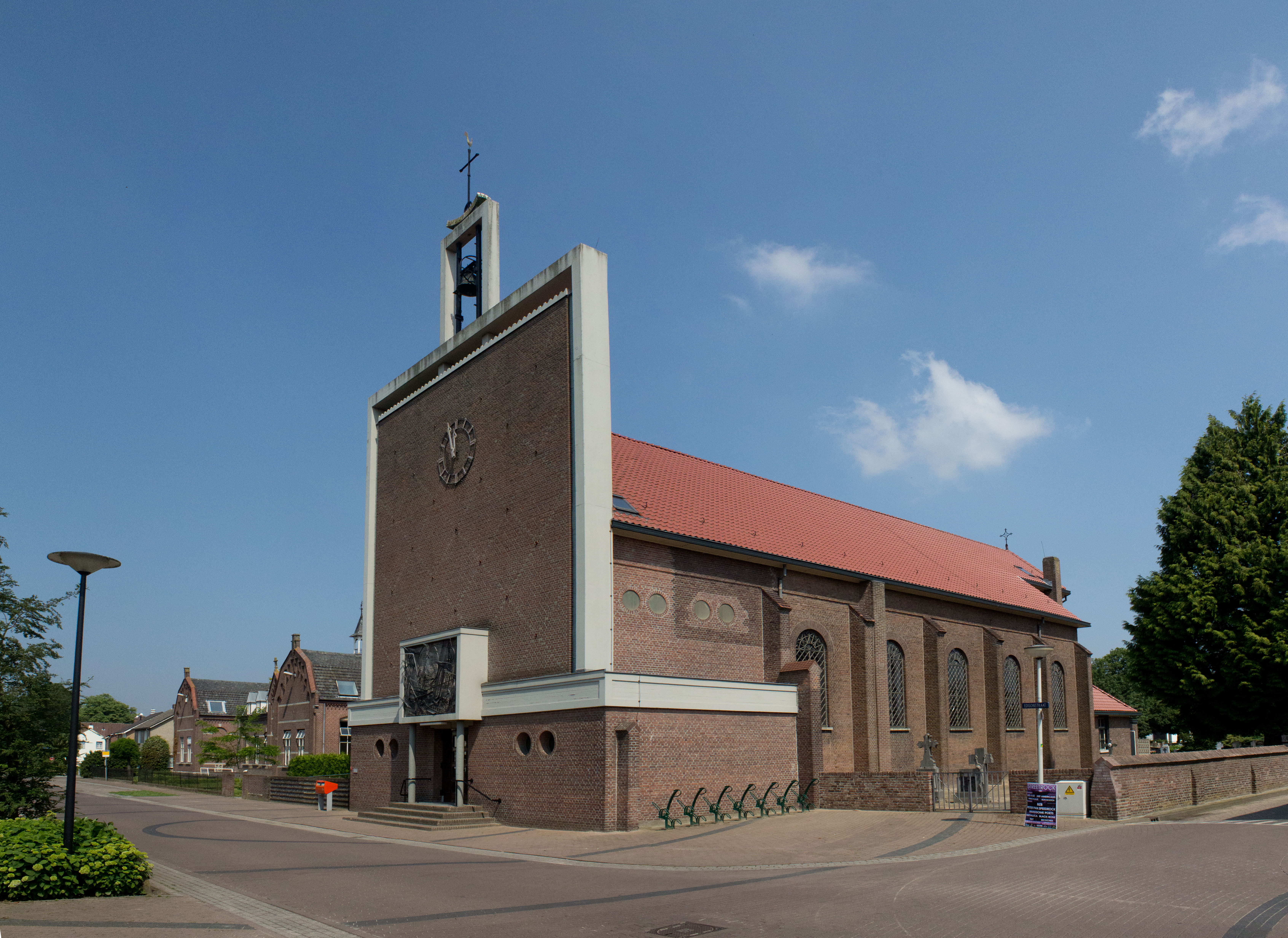
Церква у селі
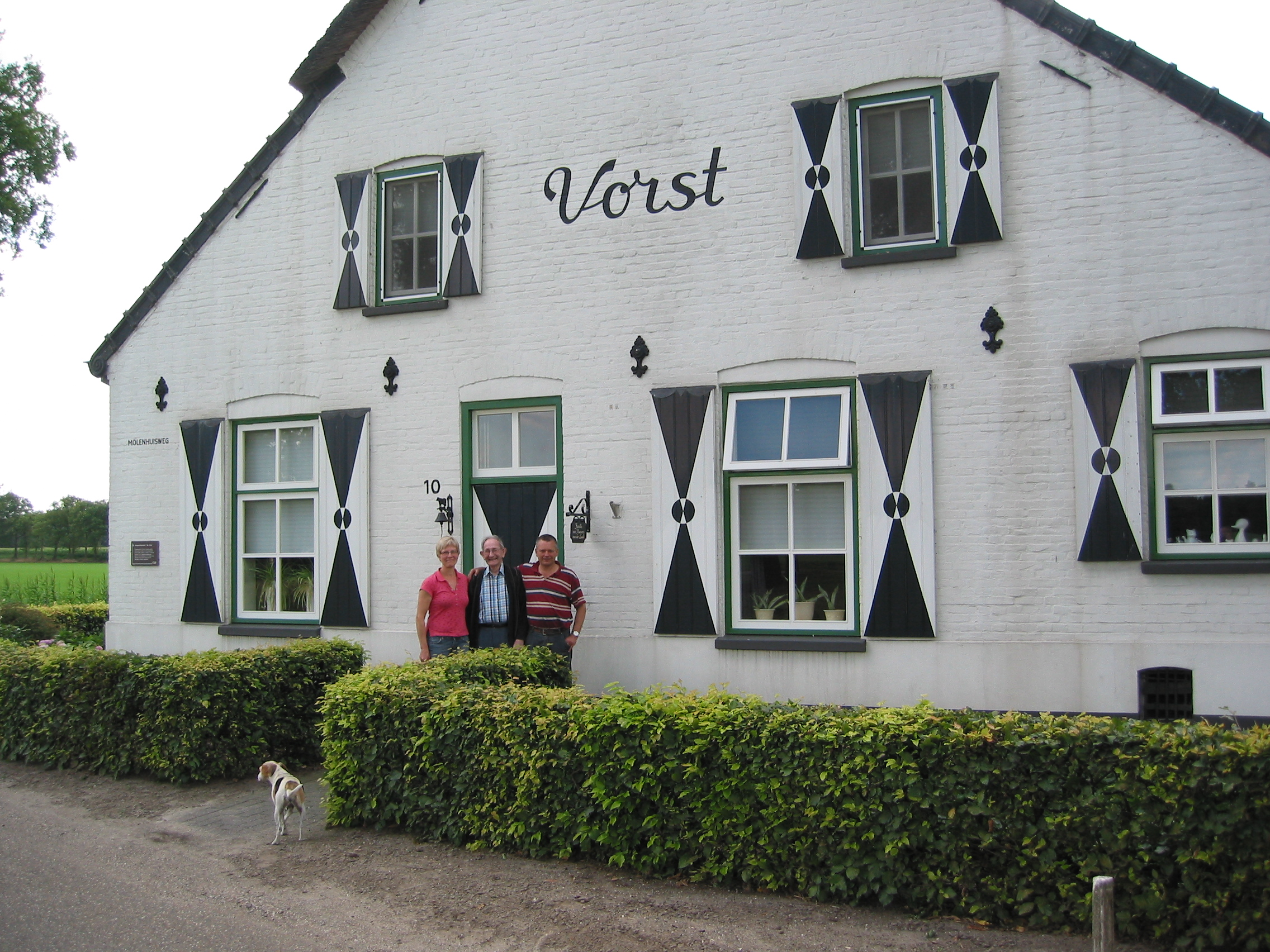
Ферма у Влірдені
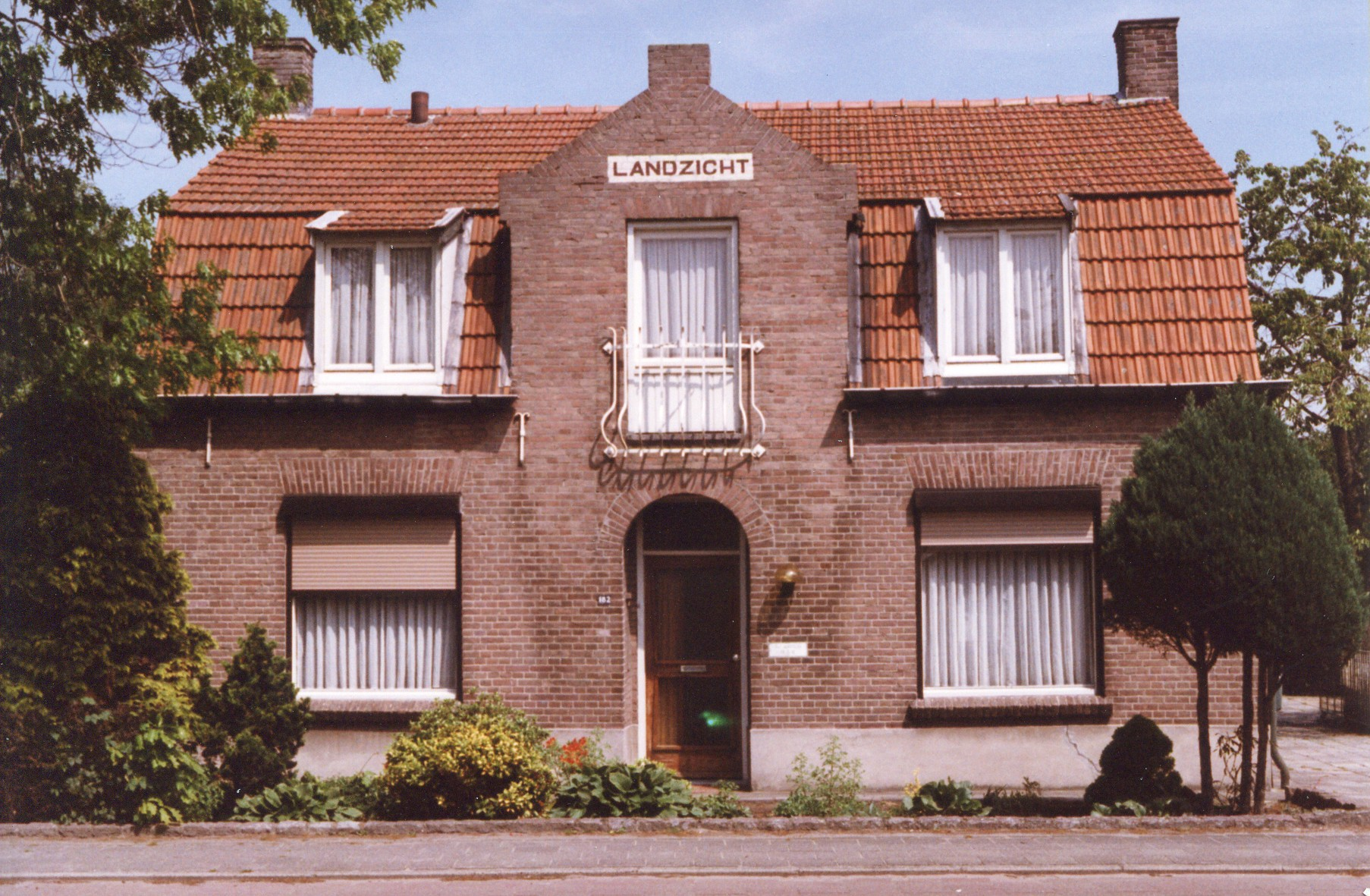
Будинок у Влірдені
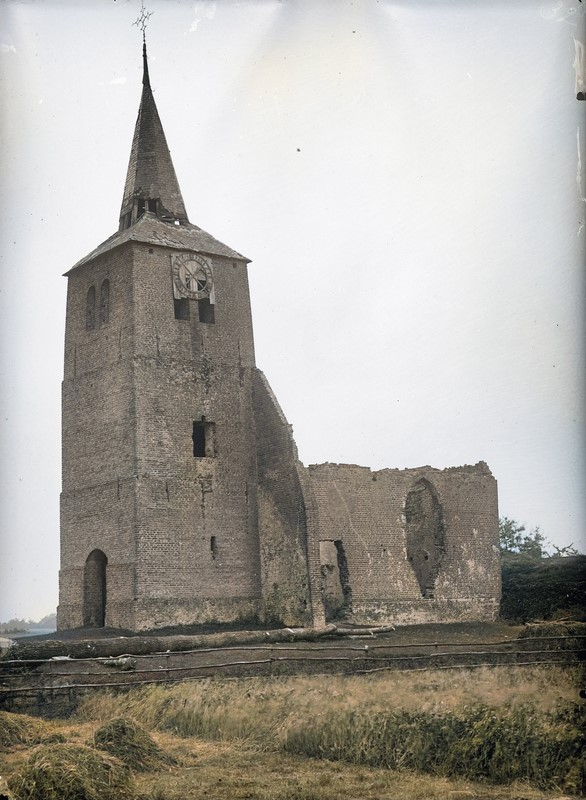
Руїни старої церкви